# 脊髓空洞症
脊髓空洞症（syringomyelia）是一種在脊髓内出現囊肿或空腔的慢性进行性脊髓病变，其不是一种单独病因所引起的一种独立疾病，而是多种致病因素所致的综合征。病变多位于颈髓，亦可累及延髓，称为延髓空洞症（syringobulbia）。
脊髓內的囊腫還會隨著時間的推移而越來越大，從而破壞脊髓，而且可能導致背部、肩部和四肢感覺喪失（节段性分离性感觉障碍）、病变节段支配区肌萎缩、癱瘓、虚弱、营养障碍和僵硬。脊髓空洞症也可能導致患者無法感受到冷熱。

## 病理机制
脊髓空洞症常常原因未明，但可能与先天性发育异常（如：合并小脑扁桃体下疝、脊柱裂等畸形）、脑脊液动力学异常（如：脑室压力搏动性增高，造成交通型脊髓空洞症）、血液循环异常（产生缺血、坏死、液化形成空洞）相关。